# McLaren Technology Centre
Il McLaren Technology Centre è il quartier generale dell'azienda McLaren e delle sue filiali, situato in un sito di 500 000 m² a Woking nel Surrey, in Inghilterra. Il complesso si compone di due edifici: l'originale McLaren Technology Center, che funge da quartier generale per il gruppo, e il nuovo McLaren Production Center, utilizzato principalmente per la produzione di vetture da parte della McLaren Automotive.

## Descrizione
Il complesso principale è composto da un grande edificio con pareti in vetro, quasi semicircolare, progettato dall'architetto Norman Foster e dal suo studio Norman Foster + Partners. L'edificio è stato selezionato per nel 2005 per il Premio Stirling.
Nel 2011, la dimensione del centro è stata raddoppiata dopo la costruzione di un secondo edificio, il McLaren Production Center.